# Paul Crossley
Paul Crossley (Rochdale, 14 luglio 1948 – Seattle, 11 marzo 1996) è stato un calciatore inglese, di ruolo attaccante.

## Biografia
Lasciato il calcio giocato, è rimasto a vivere negli Stati Uniti d'America, ove si è sposato ed ha messo su più famiglia, allenando nelle selezioni calcistiche collegiali. È morto colpito da un infarto nel 1996.

## Carriera

### Calciatore
Inizia la carriera professionale nel Rochdale, nella Fourth Division 1965-1966. Nel 1966 passa ai cadetti del Preston N.E.. Successivamente passa nel 1968 in prestito al Southport.
Dal 1969 al 1975 milita nel Tranmere, nella terza serie inglese, retrocedendo in quarta serie al termine della Third Division 1974-1975.
Nell'estate 1975 passa ai Seattle Sounders, franchigia statunitense della North American Soccer League, con cui nel campionato 1975 giunse ai quarti di finale dei play off per il titolo, perdendo contro i futuri finalisti del Portland Timbers. 
Terminata l'esperienza statunitense, torna in patria per giocare nel Chester, giocando altre due stagioni nella terza serie inglese.
Nel campionato 1977 torna ai Sounders, restandovi sino al 1980, raggiungendo proprio in quell'anno la finale play-off per il titolo, persa contro i N.Y. Cosmos.
Contemporaneamente e successivamente al calcio, Crossley si dedicò all'indoor soccer, militando nel Minnesota Kicks, con cui raggiunse la semifinale del torneo NASL indoor 1979-1980, e nel Baltimore Blast, con cui raggiunse la finale della Major Indoor Soccer League 1982-1983, persa contro i San Diego Sockers.

### Allenatore
Lasciato il calcio giocato è diventato allenatore, dapprima come assistente allenatore presso l'Università Loyola di Chicago e poi come allenatore presso lo Shoreline Community College.